# Jacqueline Molnár
Jacqueline Molnár   (Budapest, 28 de març de 1973) és una artista visual hongaresa.
Va estudiar il·lustració i animació a la Universitat Moholy-Nagy de Budapest, a l'Acadèmia Minerva de Groningen, a la Gerrit Rietveld Academie d'Amsterdam i a l'Escola Massana de Barcelona.
Ha il·lustrat més de 40 llibres de literatura i poesia infantil a diferents països, com Hongria, Itàlia, Anglaterra i Espanya. La seva producció ha estat exposada a municipis com ara Sarmede, Hèlsinki, Bratislava, Tallinn, Barcelona i Budapest. A banda, ha dirigit, escrit i animat tres curtmetratges. També col·labora amb teatres de titelles i fa tallers.
Actualment, viu i treballa a Barcelona.

## Estil
La seva obra es caracteritza per l'ús de colors brillants i la precisió en els detalls. El rang de tècniques artístiques que toca Molnár és ampli: el collage, l'aquarel·la, el tremp, la pintura acrílica i la fotografia, entre d'altres.

## Reconeixements
El 2014 va ser proclamada la il·lustradora de l'any a Hongria i el 2015 va ser finalista dels Premis Junceda. El 2017, va rebre el Premi Laus de plata. També va ser nominada al Premi Memorial Astrid Lindgren del 2022.